# Żeglarstwo na Igrzyskach Panamerykańskich 2019
Żeglarstwo na Igrzyskach Panamerykańskich 2019 odbywało się w dniach 3–11 sierpnia 2019 roku na zatoce w pobliżu Paracas. Stu sześćdziesięciu ośmiu zawodników obojga płci rywalizowało łącznie w jedenastu konkurencjach indywidualnych i zespołowych.
Zawody były jedną z kwalifikacji do LIO 2020.

## Podsumowanie

### Klasyfikacja medalowa
| Klasyfikacja medalowa | Klasyfikacja medalowa | Klasyfikacja medalowa | Klasyfikacja medalowa | Klasyfikacja medalowa | Klasyfikacja medalowa |
| Miejsce               | państwo               | Złoto                 | Srebro                | Brąz                  | Razem                 |
| --------------------- | --------------------- | --------------------- | --------------------- | --------------------- | --------------------- |
| 1                     | Brazylia              | 5                     | 2                     | 2                     | 9                     |
| 2                     | Argentyna             | 2                     | 3                     | 2                     | 7                     |
| 3                     | Stany Zjednoczone     | 2                     | 3                     | 2                     | 7                     |
| 4                     | Kanada                | 1                     | 1                     | 1                     | 3                     |
| 5                     | Gwatemala             | 1                     | 0                     | 0                     | 1                     |
| 6                     | Urugwaj               | 0                     | 2                     | 0                     | 2                     |
| 7                     | Peru                  | 0                     | 0                     | 2                     | 2                     |
| 8                     | Aruba                 | 0                     | 0                     | 1                     | 1                     |
| 9                     | Chile                 | 0                     | 0                     | 1                     | 1                     |
| Razem                 | Razem                 | 11                    | 11                    | 11                    | 33                    |

### Medaliści
| Konkurencja  | 1. miejsce                                                  | 2. miejsce                                                  | 3. miejsce                                            |           |
| Mężczyźni    | Mężczyźni                                                   | Mężczyźni                                                   | Mężczyźni                                             | Mężczyźni |
| ------------ | ----------------------------------------------------------- | ----------------------------------------------------------- | ----------------------------------------------------- | --------- |
| RS:X         | Bautista Saubidet Birkner                                   | Pedro Pascual                                               | Mack Eerenbeemt                                       |           |
| Laser        | Juan Ignacio Maegli                                         | Bruno Fontes                                                | Charlie Buckingham                                    |           |
| 49er         | Brazylia · Marco Grael · Gabriel Borges                     | Argentyna · Yago Lange · Klaus Lange                        | Kanada · Alexander Heinzemann · Justin Barnes         |           |
| Kobiety      |                                                             |                                                             |                                                       |           |
| RS:X         | Patrícia Freitas                                            | María Celia Tejerina                                        | Maria Bazo                                            |           |
| Laser Radial | Sarah Douglas                                               | Charlotte Rose                                              | Lucía Falasca                                         |           |
| 49erFX       | Brazylia · Martine Grael · Kahena Kunze                     | Stany Zjednoczone · Stephanie Roble · Maggie Shea           | Argentyna · Victoria Travascio · María Sol Branz      |           |
| Open         |                                                             |                                                             |                                                       |           |
| Sunfish      | Matheus Dellagnelo                                          | Luke Ramsay                                                 | Renzo Sanguineti                                      |           |
| Kites        | Bruno Lobo                                                  | Nicolás Landauer                                            | William Cyr                                           |           |
| Mieszane     |                                                             |                                                             |                                                       |           |
| Snipe        | Stany Zjednoczone · Ernesto Rodriguez · Hallie Schiffman    | Urugwaj · Ricardo Fabini · Florencia Parnizari              | Brazylia · Rafael Martins · Juliana Duque             |           |
| Lightning    | Argentyna · Javier Conte · Paula Salerno · Ignacio Giammona | Brazylia · Cláudio Biekarck · Isabel Ficker · Gunnar Ficker | Chile · Felipe Robles · Andrés Guevara · Paula Herman |           |
| Nacra 17     | Stany Zjednoczone · Riley Gibbs · Anna Weis                 | Argentyna · Mateo Majdalani · Eugenia Bosco                 | Brazylia · Samuel Albrecht · Gabriela Nicolino        |           |